# Andrzej Sapieha
Ne doit pas être confondu avec Andrzej Stanisław Sapieha.
Pour les articles homonymes, voir Maison Sapieha.
Andrzej Sapieha, né en 1530, mort en 1593, membre de la famille Sapieha, grand chambellan de Lituanie, castellan de Minsk, voïvode de Polotsk et de Smolensk

## Biographie
Andrzej Sapieha est le fils de Paweł Iwanowicz Sapieha et d'Elena Holszańska-Dubrowicka.

## Mariage et descendance
Andrzej Sapieha épouse Krystyna Dembińska. Ils ont pour enfants:
- Stanisław,
- Tomacz,
- Anna,
- Aleksandra,
- Kristina,
- Jadvyga,
- Marina,
- Dorote.

## Sources
- (lt) Cet article est partiellement ou en totalité issu de l’article de Wikipédia en lituanien intitulé « Andrius Povilovičius Sapiega » (voir la liste des auteurs).

- (pl) Cet article est partiellement ou en totalité issu de l’article de Wikipédia en polonais intitulé « Andrzej Sapieha » (voir la liste des auteurs).